# Kerry Blackshear
Kerry Blackshear jr. (Orlando, 28 gennaio 1997) è un cestista statunitense.

## Palmarès

### Individuale
- All-Israeli League Second Team: 1

Hapoel Gilboa Galil Elyon: 2020-21